# Ahmednabi Magomajew
Ahmednabi Magomajew (Magoma), ros. Ахмеднаби Магомаев (Магома) (ur. 21 października 1897 we wsi Godobieri w Dagestanie, zm. 26 marca 1961 w Monachium) – komisarz okręgu andijskiego władz Republiki Górskiej Północnego Kaukazu, emigracyjny północnokaukaski działacz narodowy, przewodniczący Północnokaukaskiego Komitetu Narodowego podczas II wojny światowej.

## Życiorys
Ukończył temir-chan-szurinską szkołę średnią. Po utworzeniu Republiki Górskiej Północnego Kaukazu 11 maja 1918 mianowano go komisarzem okręgu andijskiego. Gdy jego tereny zajęły w 1921 wojska bolszewickie, zbiegł do Gruzji. Po kilku miesiącach został jednak zmuszony do emigracji do Turcji i zamieszkał w Stambule. W 1923 przybył do Czechosłowacji. Ukończył politechnikę w Pradze, po czym został docentem na katedrze fizyki i mechaniki. Wkrótce stanął na czele tej katedry jako tytularny profesor. Wiosną 1942 przyjechał do Berlina, gdzie w 1943 stanął na czele Północnokaukaskiego Komitetu Narodowego. Po zakończeniu wojny wydawał w zachodnich Niemczech pisma Кавказ i Объединённый Кавказ. Kontynuował ponadto swoją działalność akademicką, wykładając w Katedrze Matematyki, Elektroniki i Mechaniki Uniwersytetu Monachijskiego. W 1951 został przewodniczącym Komitetu Północnokaukaskiego w Monachium.